# فرود اجباری

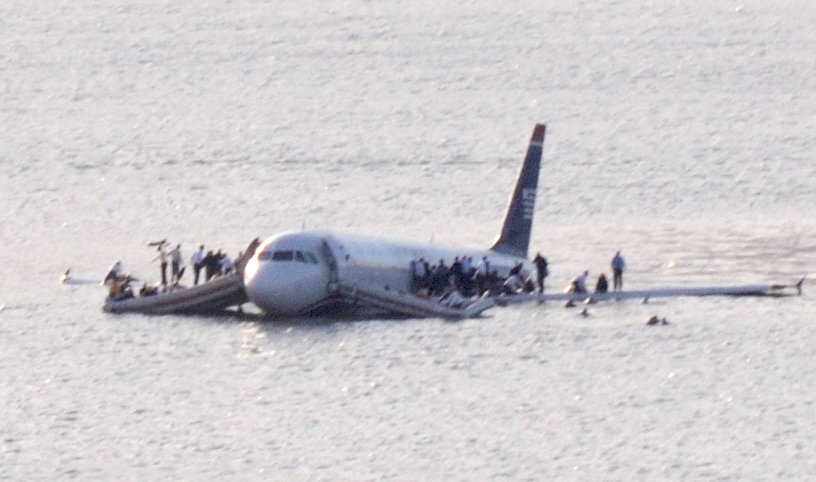
پرواز ۱۵۴۹ یو اس ایرویز که در آبهای رودخانه شمالی فرود آمد

فرود اجباری ، (به انگلیسی: forced landing) فرود هواپیمایی است که تحت عواملی خارج از کنترل خلبان انجام می‌شود، مانند خرابی موتورها، سیستم‌ها، اجزا یا هوا که ادامه پرواز را غیرممکن می‌کند. برای شرح کامل این موارد، به مقاله فرود اضطراری مراجعه شود.
اگرچه این اصطلاح همچنین به معنای فرودی است که توسط رهگیری ترتیب داده شود.
اگر هواپیما از مسیر خود بیرون رانده شود و به سمت قلمرو خارجی متخاصم حرکت کند، ممکن است مجبور به فرود به واسطه تهدید با زور شود. روال معمول این است که هواپیمای نظامی از پایین و از سمت چپ به هواپیمای مسافربری نزدیک می‌شود، جایی که هواپیمای جنگنده از صندلی سمت چپ که کاپیتان نشسته‌است به راحتی قابل مشاهده است. هواپیمای مهاجم با تکان دادن بالهای خود دستور فرود اجباری را نشان می‌دهد.
قوانین بین‌المللی رفتار با هواپیماهای متجاوز را تنظیم می‌کند:
| « | هواپیماهایی که قادر به معرفی خود نباشند، بدون اجازه لازم وارد حریم هوایی شوند، از ادامه مسیر تعیین شده خودداری کنند، به سمت منطقه ممنوع حرکت کنند یا با رعایت دقیق استانداردها و رویه‌های مربوطه ، [...] ممنوعیت پرواز را نقض کنند، آخرین چاره، رهگیری، شناسایی و اسکورت تا مسیر مناسب یا خارج از حریم هوایی پرواز ممنوع، یا مجبور به فرود با هواپیماهای نظامی کشور سرزمینی می‌شود. | » |